# Serie 340 de Renfe
La serie 340 de Renfe, las 4000 según la antigua numeración de Renfe, fue una serie de locomotoras diésel hidráulicas, con una potencia total de 4.000 CV proporcionada por 2 motores de 16 cilindros en V de Maybach-Mercedes Benz. La serie adjudicada constaba de un total de 32 unidades entregadas entre los años 1966 y 1969 y eran similares a la Serie V200 de la Deutsche Bahn, pero con mayor potencia, mayor peso y una longitud algo mayor.
Se concibieron como locomotoras para el transporte de viajeros, con una velocidad máxima de 130 km/h, pero en seguida se empezaron a usar para el transporte de mercancías pesadas de entre 700-1000 tm, lo que sumado a un mantenimiento insuficiente provocó numerosas averías mecánicas en esta serie, entonces todas las locomotoras de esta serie fueron retiradas en 1987. Actualmente ninguna está en servicio; 30 de las 32 unidades han sido desguazadas, la 4020 (340-020) está en el Museo del Ferrocarril de Madrid y la 4026 (340-026) está en proceso de restauración por parte de la AZAFT (Asociación Zaragozana de Amigos del Ferrocarril y Tranvías).